# Élénie olivâtre
Elaenia mesoleuca
Espèce
Statut de conservation UICN

 LC  : Préoccupation mineure
L'Élénie olivâtre (Elaenia mesoleuca), aussi appelée Élaène olivâtre, est une espèce de passereau de la famille des Tyrannidae.

## Distribution
Cet oiseau vit dans une zone allant du sud-est du Brésil (Goiás) à l'est du Paraguay et au nord-est de l'Argentine.